# Rudolf Wojtowicz
Rudolf Wojtowicz (Bytom, 1956. június 9. –) lengyel visszavonult labdarúgó, edző. A lengyel mellett német állampolgársággal is rendelkezik.

## Pályafutása
Karrierje kezdetén a Szombierki Bytom csapatában szerepelt 1976 és 1982 között, 1980-ban lengyel bajnokságot nyert a klubbal. 1982 és 1992 között szerepelt a német Bundesliga első- és másodosztályában is. Hátvédként 162 első osztályú mérkőzésen játszott a Bayer Leverkusen és a Fortuna Düsseldorf színeiben, melyeken összesen két gólt szerzett. További 58 találkozón szerepelt a második vonalban a Fortuna Düsseldorffal, egy gólt elérve. Egy alkalommal pályára lépett a lengyel labdarúgó-válogatottban is. 1996-tól 1998-ig a Fortuna Düsseldorf trénere volt. Utoljára a Hertha BSC-nél tevékenykedett tehetségkutatóként 2010 februárjáig.

## Sikerei, díjai

### Klubcsapattal
- Szombierki Bytom:
  - Lengyel bajnok: 1980

## Mérkőzései a válogatottban
| #  | Időpont           | Ellenfél     | Eredmény | Típus      | Megjegyzés |
| -- | ----------------- | ------------ | -------- | ---------- | ---------- |
| 1. | 1978. április 12. | Írország (o) | 3–0      | Barátságos |            |